# Бивер-Сити (Небраска)
Бивер-Сити (англ. Beaver City) — город и административный центр округа Фернас, расположенный на южной границе штата Небраска, США. По переписи 2020 года население составило 537 человек.

## История
Бивер-Сити был заложен в 1872 году. Он был назван в честь ручья Бивер-Крик, в свою очередь названного в честь обилия там канадского бобра.
Сенатор США Джордж Норрис (республиканец от Небраски) начал свою юридическую карьеру в Бивер-Сити, переехав сюда после окончания юридического факультета Университета Валпарейзо в Индиане. Позже он переехал в Мак-Кук, более крупный город.

## География
По данным Бюро переписи населения США, общая площадь города составляет 2,56 км2, вся территория является сушей.

### Климат
| Показатель              | Янв.  | Фев. | Март | Апр. | Май  | Июнь | Июль | Авг. | Сен. | Окт. | Нояб. | Дек.  | Год  |
| ----------------------- | ----- | ---- | ---- | ---- | ---- | ---- | ---- | ---- | ---- | ---- | ----- | ----- | ---- |
| Абсолютный максимум, °C | 27    | 29   | 36   | 38   | 43   | 47   | 47   | 45   | 43   | 38   | 32    | 29    | 47   |
| Средний максимум, °C    | 5,4   | 7,6  | 14,2 | 19,1 | 24,3 | 30,6 | 33,5 | 32,3 | 28,4 | 21,2 | 12,9  | 6,2   | 19,7 |
| Средняя температура, °C | −2,8  | −0,9 | 4,9  | 10,3 | 16,3 | 22,4 | 25,4 | 24,0 | 19,3 | 11,6 | 3,9   | −2,1  | 11,0 |
| Средний минимум, °C     | −11,1 | −9,6 | −4,3 | 1,4  | 8,2  | 14,3 | 17,2 | 15,7 | 10,2 | 1,9  | −5,2  | −10,4 | 2,4  |
| Абсолютный минимум, °C  | −32   | −37  | −29  | −17  | −6   | 1    | 4    | 3    | −9   | −17  | −25   | −37   | −37  |
| Норма осадков, мм       | 13    | 21   | 35   | 61   | 92   | 88   | 90   | 78   | 51   | 50   | 25    | 20    | 624  |
| Источник: NOAA          |       |      |      |      |      |      |      |      |      |      |       |       |      |

## Население
| Год переписи                    | Нас. |  | %±     |
| ------------------------------- | ---- |  | ------ |
| 1880                            | 153  |  | —      |
| 1890                            | 763  |  | 398,7% |
| 1900                            | 911  |  | 19,4%  |
| 1910                            | 975  |  | 7%     |
| 1920                            | 1103 |  | 13,1%  |
| 1930                            | 1024 |  | −7,2%  |
| 1940                            | 1015 |  | −0,9%  |
| 1950                            | 913  |  | −10%   |
| 1960                            | 818  |  | −10,4% |
| 1970                            | 802  |  | −2%    |
| 1980                            | 775  |  | −3,4%  |
| 1990                            | 707  |  | −8,8%  |
| 2000                            | 641  |  | −9,3%  |
| 2010                            | 609  |  | −5%    |
| 2020                            | 537  |  | −11,8% |
| 1880–2020 U.S. Decennial Census |      |  |        |

### Перепись 2010 года
По данным переписи 2010 года в городе проживало 609 человек, находилось 278 домохозяйств и 154 семьи. Плотность населения составила 237,5 чел/км2. В городе находилось 357 единиц жилья со средней плотностью 139,2 человек на квадратный километр. Расовый состав города составлял 96,1% белых, 0,5% афроамериканцев, 1,0% коренных американцев, 0,2% азиатов, 0,7% представителей других рас и 1,6% представителей двух или более рас. Латиноамериканцы любой национальности составляли 2,3% населения.
Из 278 домохозяйств, в 25,5% проживали семьи с детьми в возрасте до 18 лет, в 42,4% проживали супружеские пары, живущие вместе, 6,8% имели домохозяйку-женщину без присутствия мужа, 6,1% имели домохозяина-мужчину без присутствия жены, и 44,6% были одинокими. 40,3% всех домохозяйств состояли из отдельных лиц, а в 20,5% проживали одинокие люди в возрасте старше 65 лет. Средний размер домохозяйства составлял 2,12 человек, а средний размер семьи - 2,82 человека.
Средний возраст жителей города составил 47,1 года. 23% жителей были моложе 18 лет; 5,5% в возрасте от 18 до 24 лет; 18,8% от 25 до 44 лет; 26,7% от 45 до 64 лет; и 25,9% в возрасте старше 65 лет. Гендерный состав города составлял 49,3% мужчин и 50,7% женщин.

### Перепись 2000 года
По данным переписи 2000 года в городе проживал 641 человек, 281 домохозяйство и 168 семей. Плотность населения составила 258,5 человек на квадратный километр. В городе находилось 348 единиц жилья со средней плотностью 140,3 человека на квадратный километр. Расовый состав города составлял 97,97% белых, 0,31% афроамериканцев, 0,31% коренных американцев, 0,31% представителей других рас и 1,09% представителей двух или более рас. Латиноамериканцы любой национальности составляли 1,87% населения.
Было 281 домохозяйство, из которых 25,6% имели детей в возрасте до 18 лет, проживающих с ними, 52,7% составляли супружеские пары, живущие вместе, 5,3% имели домохозяйку без мужа и 39,9% не были семейными. 38,8% всех домохозяйств состояли из отдельных лиц, а в 25,6% проживали одинокие люди в возрасте старше 65 лет. Средний размер домохозяйства составлял 2,16, а средний размер семьи - 2,81.
В городе население было рассредоточено: 23,2% моложе 18 лет, 4,2% от 18 до 24 лет, 20,1% от 25 до 44 лет, 21,8% от 45 до 64 лет и 30,6% людей в возрасте 65 лет или старше. старшая. Средний возраст составил 46 лет. На каждые 100 женщин приходилось 80,6 мужчин. На каждые 100 женщин в возрасте 18 лет и старше приходилось 78,3 мужчин.
По состоянию на 2000 год средний доход домохозяйства в городе составлял 27 443 доллара, а средний доход семьи - 38 594 доллара. Средний доход мужчин составлял 25 234 доллара против 16 944 долларов у женщин. Доход на душу населения в городе составил 17 701 доллар. Около 9,0% семей и 14,7% населения находились за чертой бедности, в том числе 23,8% лиц в возрасте до 18 лет и 12,2% лиц в возрасте старше 65 лет.